# Burra Creek
Burra Creek är ett vattendrag i Australien. Det ligger i delstaten New South Wales, i den sydöstra delen av landet, omkring 250 kilometer sydväst om delstatshuvudstaden Sydney. Burra Creek ligger vid sjön Googong Reservoir.
I omgivningarna runt Burra Creek växer huvudsakligen savannskog. Runt Burra Creek är det mycket glesbefolkat, med 4 invånare per kvadratkilometer. Genomsnittlig årsnederbörd är 1 026 millimeter. Den regnigaste månaden är februari, med i genomsnitt 164 mm nederbörd, och den torraste är juli, med 35 mm nederbörd.